# Phyllidiella pustulosa
Phyllidiella pustulosa är en snäckart som först beskrevs av Cuvier 1804.  Phyllidiella pustulosa ingår i släktet Phyllidiella och familjen Phyllidiidae. Inga underarter finns listade i Catalogue of Life.

## Bildgalleri

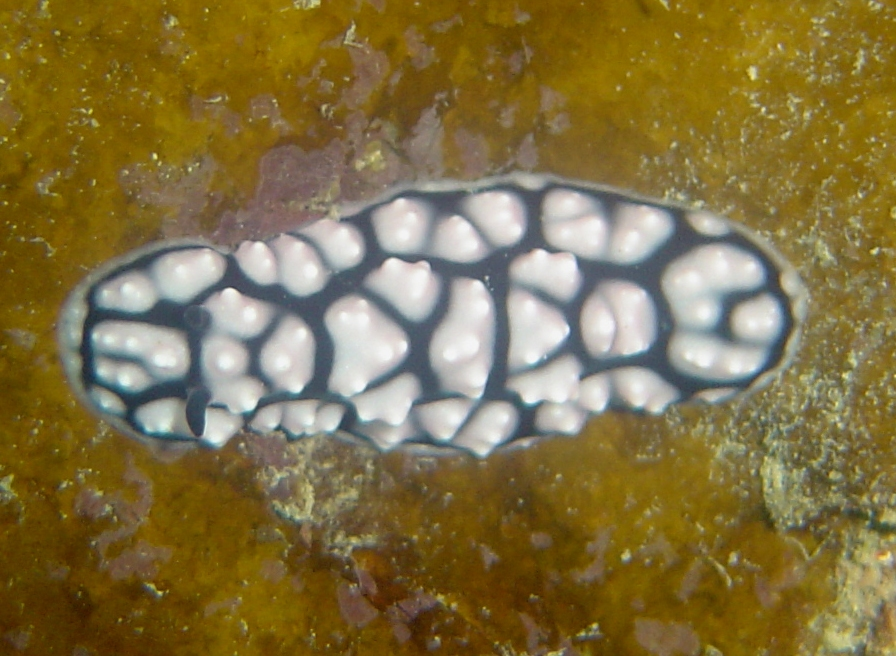
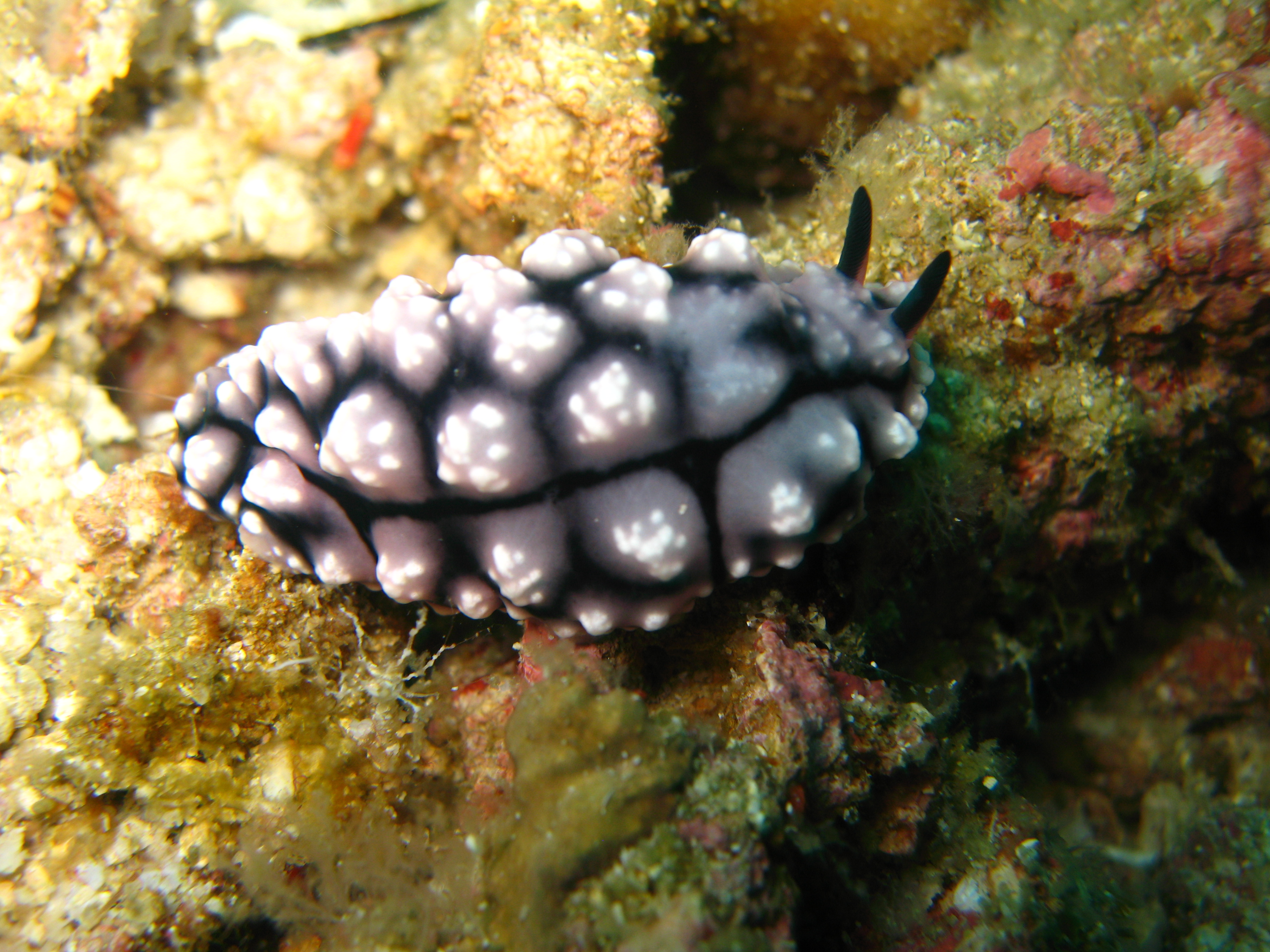